# Pod Hradovou
Pod Hradovou este o arie protejată (arie specială de conservare — SAC, sit de importanță comunitară — SCI) din Slovacia întinsă pe o suprafață de 37,59 ha, integral pe uscat.

## Localizare
Centrul sitului Pod Hradovou este situat la coordonatele 48°40′27″N 19°55′38″E / 48.674239°N 19.927229°E.

## Înființare
Situl Pod Hradovou a fost declarat sit de importanță comunitară în decembrie 2021.

## Biodiversitate
Situată în ecoregiunea alpină, aria protejată conține 2 habitate naturale: Fânețe de joasă altitudine (Alopecurus pratensis, Sanguisorba officinalis), Pajiști uscate seminaturale și facies de acoperire cu tufișuri pe substraturi calcaroase (Festuco-Brometalia) (* situri importante pentru orhidee).
La baza desemnării sitului se află un număr nedeclarat de specii protejate.